# 春日みかげ
春日 みかげ（かすが みかげ）は、日本の小説家、ライトノベル作家。ストレートエッジ所属。

## 略歴
2009年にGA文庫から発売（2014年に富士見ファンタジア文庫へ移籍）された『織田信奈の野望』で小説家デビュー。2012年、同作がアニメ化され、2012年時点で累計発行部数は100万部を突破している。
2018年、ダッシュエックス文庫から発売されていた『ユリシーズ ジャンヌ・ダルクと錬金の騎士』がアニメ化される。これと前後して、三木一馬率いるストレートエッジの契約作家となった。

## 作風
執筆作品は、歴史上の偉人を女体化した歴史小説が多い。

## 作品リスト

### 小説
ライトノベル
- 織田信奈の野望（GA文庫→富士見ファンタジア文庫、2009年 -  2021年、本編22巻+外伝8巻+短編3巻+特別編1巻）
- 姫狐の召使い（富士見ファンタジア文庫、2012年 - 2014年、全4巻）
- ユリシーズ ジャンヌ・ダルクと錬金の騎士（ダッシュエックス文庫、2015年 - 2018年、本編6巻+前日譚1巻）
- 真・三国志妹（富士見ファンタジア文庫、2018年 - 2020年、全5巻）
- 項羽さんと劉邦くん 〜少年は阿房宮を目指す〜（LINE文庫エッジ、2019年、全2巻）
- Re:スタート! 転生新選組（電撃文庫、2020年 - 2021年、全3巻）
- 竜馬がくる（ダッシュエックス文庫、2020年、全1巻）
- 鎌倉源氏物語 俺の妹が暴走して源氏が族滅されそうなので全力で回避する（ダッシュエックス文庫、2021年、全1巻）
- ハズレ武将『慎重家康』と、エルフの王女による異世界天下統一（電撃の新文芸、2021年、全2巻）
- 天才少女、桜小路シエルは異世界が描けない（電撃文庫、2023年、単巻）

ライト文芸
- 桜木双葉の世界（富士見L文庫、2015年、全1巻）
- 薔薇十字叢書 神社姫の森（Founder：京極夏彦、富士見L文庫、2015年、全1巻）

### 漫画原作
ウェブトゥーン
- 俺だけ偉人ガチャ回せて最強の世界（HxSTOON、2024年、全23話）[5]